# Beijer Byggmaterial
Beijer Byggmaterial AB er en svensk byggemarkedskæde med 116 varehuse i Sverige. Beijer omsatte for over 10 mia. svenske kroner i 2023 og har 1.982 ansatte. Selskabet er en del af danske Stark Group.

## Historie
Handelsfirmaet G Beijer blev grundlagt i 1866 i Malmø af Gottfried Beijer. I 1894 etablerede Waldemar Beijer en filial i Stockholm, som i 1904 blev en separat virksomhed. 
Virksomheden i Stockholm opkøbte AB Kol & Koks, som blev det nye navn. I 1960 blev Anders Wall en del af virksomheden og i 1967 ændrede han navnet til Beijerinvest, hvilket blev til moderselskabet for Beijer Byggmaterial AB i 1969. I 1990 blev virksomheden opkøbt af Stark Group.